# Agniolamia
Agniolamia is een kevergeslacht uit de familie van de boktorren (Cerambycidae). De wetenschappelijke naam van het geslacht werd voor het eerst geldig gepubliceerd in 1944 door Breuning.

## Soorten
Agniolamia omvat de volgende soorten:
- Agniolamia albovittata Breuning, 1977
- Agniolamia camerunica Breuning, 1967
- Agniolamia pardalis (Jordan, 1903)